# Ducati F3
La F3 est un modèle de motocyclette sportive du constructeur italien Ducati.
La 350 F3 sort en 1985, disponible uniquement pour les marchés japonais et italien.
Elle utilise un moteur bicylindre en V ouvert à 90°, de quatre temps, à refroidissement par air, de type Pantah. Il développe 40 chevaux à 9 000 tr/min.
La 400 cm³ sera ensuite créée uniquement pour le marché japonais, où la loi encourage l'utilisation de machines de petite cylindrée. Néanmoins, quelque 400 seront vendues au Royaume-Uni.
La 400 est également équipée d'un moteur bicylindre en V, de 398 cm³, obtenu grâce à une augmentation de 4,5 mm de l'alésage. Le gain de puissance n'est pas net, puisqu'elle est annoncée pour 42 chevaux à 9 700 tr/min et 3,3 mkg de couple à 7 100 tr/min.
Sur les deux modèles, la fourche est une Marzocchi inversée de 35 mm de diamètre.
Comme de coutume chez Ducati, le freinage est assuré par Brembo, avec trois disques de 260 mm de diamètre. 
Le carénage est recouvert d'une peinture blanche et rouge. 
La F3 ne connaitra pas le succès de sa grande sœur F1. Elle est retirée du catalogue après deux années de commercialisation et 1 276 exemplaires produits, toutes cylindrées confondus.